# Липчанська Любов Михайлівна
Липчанська Любов Михайлівна (нар. 22 вересня 1950, Туркестан, Казахстан) — українська поетеса. Член Національної спілки письменників України (2005). Лауреат премії імені Бориса Слуцького (2008).

## Біографія
Липчанська Любов Михайлівна народилася 22 вересня 1950 року у місті Туркестан у Казахстані. У 1973 році закінчила Ташкентський інститут інженерів залізничного транспорту. Навчалась у Московському інституті мистецтв, який закінчила у 1978 році. Протягом 1991—2005 років керувала гуртком «Кераміка та гончарство» у Центрі туризму та краєзнавства міста Чугуїв Харківської області. Вихованці майстрині посіли І місце на міському та обласному конкурсі дитячої та юнацької творчості, здобули перемогу у Всеукраїнському конкурсі «Журавлині ключі Покрови» у Києві. Крім того, брали участь у Всеукраїнському гончарському фестивалі у рамках Національного симпозіуму гончарства «Опішне–2000».
Пише російською мовою. Поезії Липчанської притаманні тонкий ліризм та філософське осмислення життя. Окремі вірші вміщені в альманахах «Мы помним ваши голоса» (Київ, 2005), «Родной земли чарующее слово» (2005), «Земли чугуевской напевы» (2008; обидва — Чугуїв), а також у місцевій періодиці. Поетеса від 2005 року входить до складу Національної спілки письменників України.

## Основні твори
- 2003 ― Осень, печаль моя…;
- 2004 ― Паруса разлук и встреч;
- 2005 ― Перекресток судьбы;
- 2008 ― Одинокий вокзал;
- 2009 ― И вкривь, и вкось!;
- 2010 ― Афоризмы 2010 (усі — Чугуїв).